# Смирнов, Константин Александрович (Герой Советского Союза)
В википедии есть статья о полном тёзке героя данной статьи — священнике
Константи́н Алекса́ндрович Смирно́в (23 сентября 1916, Куклино, Ярославская губерния — 9 марта 1943, Умань, Киевская область) — участник Великой Отечественной войны, командир танка Т-34, Герой Советского Союза (посмертно), гвардии младший лейтенант.

## Биография
Родился 23 сентября 1916 года в деревне Куклино (ныне Судоверфское сельское поселение Рыбинского района Ярославской области) в семье рабочего. Куклино — небольшая деревня практически на окраине города Рыбинск, в 1935 году в окрестностях деревни началось крупное строительство Рыбинского гидроузла. Русский, учился в школе в деревне Макарово, центре сельсовета. В возрасте 15 лет поступил в школу ФЗУ, после которой работал токарем на машиностроительном заводе в Рыбинске. В 1937 году был призван на службу в армию, демобилизовавшись, вновь поступил на завод.
С начала Великой Отечественной войны пошёл на службу, был направлен на обучение в Горьковское танковое училище, после окончания которого в 1943 году в звании младшего лейтенанта стал командиром танка Т-34 1-го батальона 11-й гвардейской отдельной танковой бригады 2-й танковой армии. 5 марта 1944 года во время Корсунь-Шевченковской операции, ведя на своём танке разведку, преодолел минные поля и противотанковые заграждения и овладел переправой через реку Гнилой Тикич в районе села Буки. Ворвавшись в деревню Комаровка, его танк овладел переправой и преградил путь немецким войскам, стремившимся выйти из окружения. 9 марта 1944 года в боях за город Умань он был убит снарядом. Похоронен в городе Умань.
13 сентября 1944 года ему посмертно присвоено звание Героя Советского Союза.
Именем Смирнова названа улица в Рыбинске. Также ему установлена мемориальная доска на доме, в котором он жил.